# Barbula sumatrana
Barbula sumatrana är en bladmossart som beskrevs av Julius Baumgartner och Hugh Neville Dixon 1943. Barbula sumatrana ingår i släktet neonmossor, och familjen Pottiaceae. Inga underarter finns listade i Catalogue of Life.